# Lekkoatletyka na Letnich Igrzyskach Olimpijskich 1924 – bieg na 1500 m mężczyzn
Bieg na 1500 m mężczyzn był jedną z konkurencji lekkoatletycznych na Letnich Igrzyskach Olimpijskich 1924. Zawody odbyły się w dniach 9-10 lipca. W zawodach uczestniczyło 40 zawodników z 20 państw.

## Rekordy
| Rekord świata     | 3:52,6 | Paavo Nurmi    | Helsinki (FIN)  | 19 czerwca 1924 |
| Rekord olimpijski | 3:56,8 | Arnold Jackson | Sztokholm (SWE) | 10 lipca 1912   |

## Wyniki

### Półfinały
Dwóch najszybszych zawodników z każdego biegu awansowało do finału.
Półfinał 1
| Miejsce | Zawodnik           | Czas   | Kwal. |
| ------- | ------------------ | ------ | ----- |
| 1       | René Wiriath       | 4:13,8 | Q     |
| 2       | Jaakko Luoma       | 4:14,8 | Q     |
| 3       | Ferdinand Friebe   | 4:15,8 |       |
| 4       | Muhammad as-Sajjid |        |       |
| 5       | István Grósz       |        |       |

Półfinał 2
| Miejsce | Zawodnik        | Czas   | Kwal. |
| ------- | --------------- | ------ | ----- |
| 1       | Willy Schärer   | 4:06,6 | Q     |
| 2       | Douglas Lowe    | 4:07,2 | Q     |
| 3       | William Spencer | 4:08,4 |       |
| 4       | Léon Fourneau   |        |       |
| 5       | Clifford Davis  |        |       |
| 6       | Pala Singh      |        |       |

Półfinał 3
| Miejsce | Zawodnik          | Czas   | Kwal. |
| ------- | ----------------- | ------ | ----- |
| 1       | Paavo Nurmi       | 4:07,6 | Q     |
| 2       | Sonny Spencer     | 4:09,0 | Q     |
| 3       | Albert Larsen     | 4:11,5 |       |
| 4       | René Jubeau       | 4:14,5 |       |
| 5       | Aleksander Antson |        |       |
| 6       | Ferruccio Bruni   |        |       |
| 7       | Daniel Eslava     |        |       |
| 8       | Józef Jaworski    | 4:28,4 |       |

Półfinał 4
| Miejsce | Zawodnik           | Czas   | Kwal. |
| ------- | ------------------ | ------ | ----- |
| 1       | Arvo Peussa        | 4:17,4 | Q     |
| 2       | Ray Watson         | 4:17,9 | Q     |
| 3       | Disma Ferrario     | 4:18,5 |       |
| 4       | Jan Zeegers        | 4:21,0 |       |
| 5       | Jack Newman        |        |       |
| 6       | Joseph Van der Wee |        |       |
| 7       | Stefan Kostrzewski | 4:29,0 |       |

Półfinał 5
| Miejsce | Zawodnik            | Czas   | Kwal. |
| ------- | ------------------- | ------ | ----- |
| 1       | Henry Stallard      | 4:11,8 | Q     |
| 2       | Ray Buker           | 4:12,8 | Q     |
| 3       | Rolph Barnes        | 4:13,1 |       |
| 4       | Louis Philipps      | 4:13,4 |       |
| 5       | Lyuben Karastoyanov |        |       |
| 6       | Angelo Davoli       |        |       |

Półfinał 6
| Miejsce | Zawodnik           | Czas   | Kwal. |
| ------- | ------------------ | ------ | ----- |
| 1       | Lloyd Hahn         | 4:06,8 | Q     |
| 2       | Frej Liewendahl    | 4:07,4 | Q     |
| 3       | Cyril Ellis        | 4:08,1 |       |
| 4       | Robert Chottin     | 4:14,8 |       |
| 5       | Malcolm Boyd       |        |       |
| 6       | Giovanni Garaventa |        |       |
| 7       | Vilém Šindler      | 4:23,6 |       |
| 8       | Ömer Besim Koşalay |        |       |

### Finał
| Miejsce | Zawodnik        | Czas      |
| ------- | --------------- | --------- |
| 1       | Paavo Nurmi     | 3:53,6 OR |
| 2       | Willy Schärer   | 3:55,0    |
| 3       | Henry Stallard  | 3:55,6    |
| 4       | Douglas Lowe    | 3:57,0    |
| 5       | Ray Buker       | 3:58,6    |
| 6       | Lloyd Hahn      | 3:59,0    |
| 7       | Ray Watson      | 4:00,0    |
| 8       | Frej Liewendahl | 4:00,3    |
| 9       | Arvo Peussa     | 4:00,6    |
| 10      | René Wiriath    | 4:02,8    |
| 11      | Sonny Spencer   | 4:03,7    |
| 12      | Jaakko Luoma    | 4:03,9    |